# Bote de Halkett

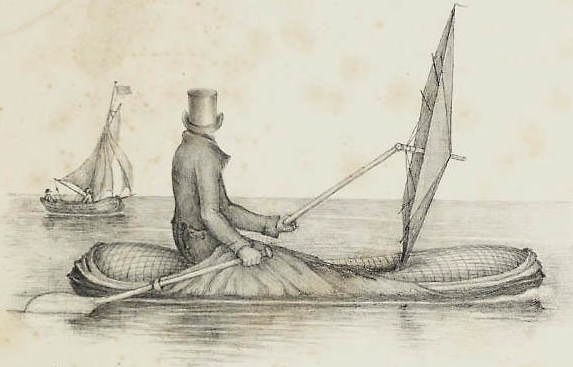
Un bote de Halkett, con su «manto» en funcionamiento.

Se conoce como bote de Halkett a cualquiera de los dos tipos de botes inflables diseñados por Peter Halkett (1820-1885) durante la década de 1840. Los botes intentaban solucionar las dificultades para navegar en el Ártico canadiense, por lo que se necesitaba una embarcación lo suficientemente ligera como para ser transportada por tierra y lo suficientemente robusta como para ser utilizada en las extremas condiciones climatológicas de la zona.
El primer diseño consistía en un bote plegable e inflable fabricado en tela impregnada de caucho. Cuando estaba desinflado, el «casco» del bote podía llevarse como un abrigo o capa, el remo como un cayado y la vela y el mástil como un paraguas. El siguiente modelo era para dos personas, pero lo suficientemente pequeño como para caber en una mochila y poder ser utilizado, una vez desinflado, como manta impermeable.
Aunque fue recibido positivamente por los exploradores canadienses, el mercado para estos diseños era muy limitado y Halkett no fue capaz de persuadir a la Royal Navy del Reino Unido de su utilidad para los servicios navales. Tampoco consiguió venderlos como plataformas para la pesca o la caza de patos, por lo que fueron un fracaso comercial. Sólo se conserva uno de los botes de Halkett en la actualidad, perteneciente al explorador orcadiense John Rae.

## Peter Halkett
Peter Halkett era teniente en la Royal Navy británica durante la década de 1840. Su padre, John Halkett, fue director de la Hudson's Bay Company y vivió en Canadá varios años antes de volver a Inglaterra. Peter mostró desde joven un gran interés por la exploración del Ártico canadiense y particularmente por la desastrosa expedición Coppermine de 1819-1822, capitaneada por John Franklin.

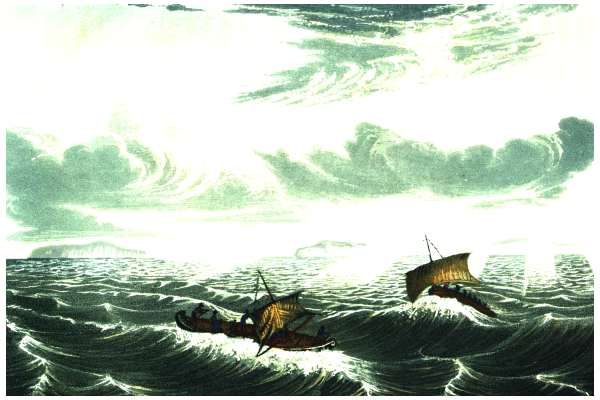
La destrucción de las canoas de John Franklin en una tormenta inspiró a Halkett a buscar alternativas más robustas y transportables a los botes de madera tradicionales.

La expedición de Franklin, que se centró en la costa norte de Canadá en busca del paso del Noroeste, había acabado en tragedia, incluyendo acusaciones de asesinato y canibalismo. Murieron once de los veinte miembros de la expedición y los supervivientes se vieron reducidos a comer líquenes, sus propias botas y los restos de reses podridas abandonadas por los lobos. El grupo había quedado varado en la orilla equivocada del río Coppermine después de que sus embarcaciones fueran destruidas en una tormenta; el naturalista John Richardson intentó nadar hacia la orilla segura, pero sufrió una severa hipotermia. Otro de los miembros de la expedición creó una pequeña canoa con lona y madera de sauce, que finalmente permitió a los supervivientes cruzar el río de uno en uno.
Halkett era un inventor aficionado y mientras prestaba servicio en la Marina dedicó su tiempo libre a resolver el problema de diseñar un bote a la par pequeño y ligero, como para ser transportado fácilmente a pie en el agreste terreno del norte de Canadá, pero lo suficientemente robusto como para transportar a sus ocupantes por el agua. Su solución fue un bote en el que todos los componentes eran a la vez piezas de ropa o accesorios que podrían llevarse fácilmente.
Tras el fracaso comercial del bote, Halkett inventó otras herramientas de uso naviero, como varios aparatos para emerger y sumergir objetos pesados. Murió el 23 de marzo de 1885 en Torquay, Inglaterra.

## Diseño

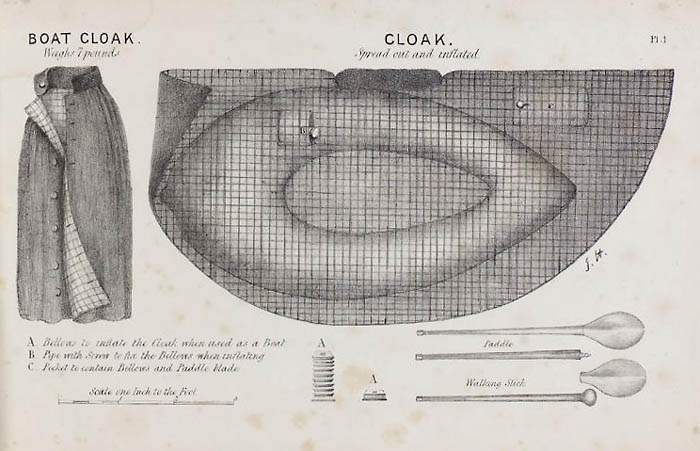
El manto diseñado por Halkett, en su forma de abrigo impermeable y desplegado como bote inflable.

La principal novedad en el invento de Kalkett fue el manto impermeable diseñado a partir de tejido Mackintosh, compuesto de algodón impregnado con hule disuelto en éter de petróleo. El forro contenía un ovoide hermético al aire y al agua, dividido en cuatro compartimentos separados para evitar que se desinflase totalmente en caso de pinchazo y un bolsillo en que se albergaba una pequeña hoja de pala, que podía actuar como remo y un fuelle pequeño. El usuario podía llevar también un bastón o cayado, que serviría de mango del remo y un gran paraguas para usar como vela ocasional. El manto pesaba en total cerca de 3,4 kilogramos y podía ser inflado en unos cuatro minutos. Una vez hinchado, podía soportar el peso de entre seis y ocho personas.
A comienzos de 1844, Halkett probó exitosamente un prototipo de su bote en el río Támesis, remando quince kilómetros, desde Kew al puente de Westminster, sin que el agua entrase en la embarcación, a pesar de ser, en sus propias palabras: «adelantado —y casi atropellado— por varios barcos de vapor metropolitanos que navegan en ambos sentidos, causando no poca conmoción en las turbulentas aguas del río». Animado por este éxito, se llevó el prototipo a su destino militar y aprovechaba cualquier oportunidad para probarlo en diferentes condiciones marítimas, incluyendo las corrientes de la bahía de Dublín.
En noviembre de 1844, Halkett quiso probar su bote en condiciones climáticas desfavorables, en las agitadas aguas del golfo de Vizcaya, aprovechando el viaje hacia Canadá, pero el tiempo fue inusitadamente tranquilo. Aunque consiguió navegar en el bote entre el HMS Caledonia y el HMS St. Vincent, se vio obligado a desmontar el paraguas y el remo, recordando después que «los vientos de aquel día eran demasiado civilizados y la siempre despierta bahía estaba completamente dormida».
El prototipo fue recibido positivamente por los exploradores, el mismo John Richardson, uno de los supervivientes de la expedición Coppermine escribió:

«Had we been possessed of such a contrivance in our first expedition, I have little doubt of our having brought the whole party in safely».
«Si hubiéramos estado en posesión de este ingenio en nuestra primera expedición, no me cabe duda de que se hubiera llevado a todo el grupo de forma segura».

## Uso

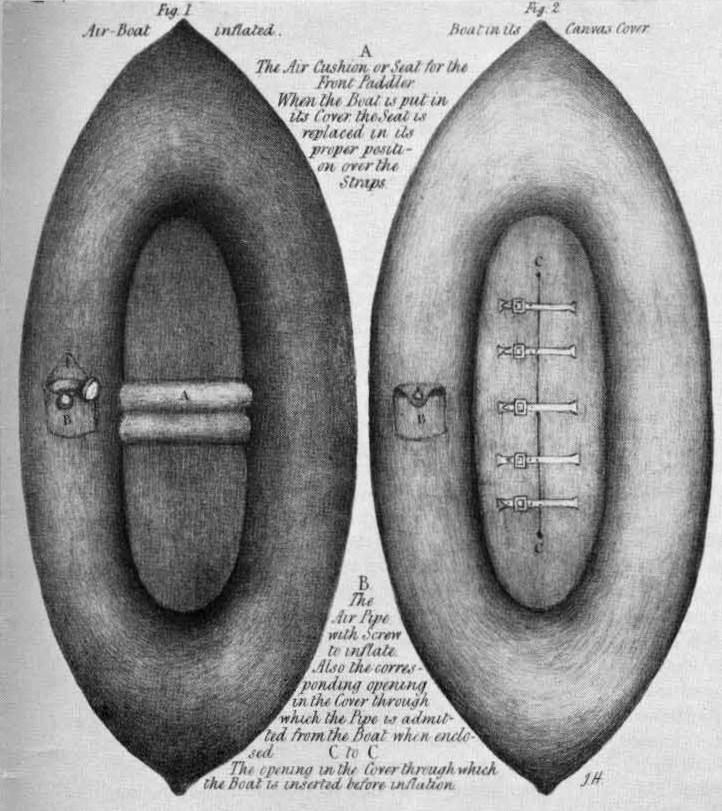
Un bote de Halkett para dos, con y sin su manto de lona.

Alentado por las exitosas pruebas del bote, Halkett diseñó una versión mayor que cabía en una mochila. Cuando estaba inflado, el bote podía transportar a dos personas, que podían remar cada uno por un lado. Desinflado, servía como una sábana impermeable que permitía acampar en terrenos húmedos. El Almirantazgo británico se mostró escéptico acerca de los potenciales usos de los diseños de Halkett. El 8 de mayo de 1845, Sidney Herbert, Primer Secretario para el Almirantazgo, escribió a Halkett en los siguientes términos:

«My Lords are of an opinion that your invention is extremely clever and ingenious, and that it might be useful in Exploring and Surveying Expeditions, but they do not consider that it would be made applicable for general purposes in the Naval Service».
«Mis señores tienen la opinión de que su invento es extremadamente inteligente e ingenioso y que puede ser útil para expediciones de exploración e investigación, pero no consideran que pueda ser aplicable para los propósitos generales del servicio naval».

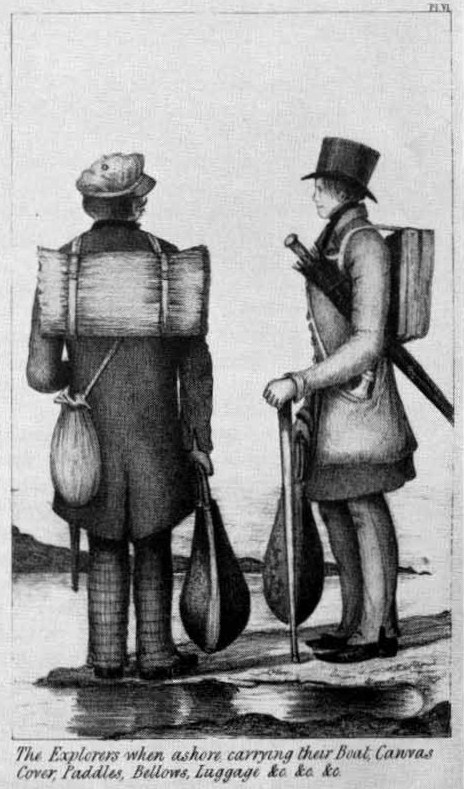
Un bote de Halkett desinflado y recogido, junto a los remos y la vela-paraguas.

A pesar de que los mandos militares no contemplaran los diseños de Halkett para la Royal Navy, la variante para dos pasajeros fue recibida con entusiasmo por los exploradores. John Franklin compró uno para su expedición de 1845, en la que todo el grupo, compuesto por 129 personas y dos barcos desaparecieron. Franklin consideró los botes de Halkett tan esenciales para viajar en Canadá, que le dejó el bote destinado a su expedición a Sir George Simpson, gobernador en jefe de la Tierra de Rupert, para usarlo en sus viajes por la región, tras solicitar otro a Halkett, que consiguió fabricarlo a tiempo para su última expedición.
John Rae, un conocido explorador procedente de las Orcadas, llamado por los Inuit «ᐊᒡᓘᑲ» («Aglooka», aquel que da grandes zancadas), era en aquel tiempo cirujano en la Hudson's Bay Company. Al contrario que la mayoría de los europeos en el Ártico canadiense, Rae pensaba que los oriundos del lugar sabían mejor que nadie cómo manejarse en las extremas condiciones climatológicas de la zona, por lo que viajaba al estilo esquimal, usando trineos y raquetas de nieve y durmiendo en iglús. Rae llevó un bote de Halkett en su primera expedición en 1846 e informó que era «muy útil para cruzar el río en la bahía Repulse» y que «a pesar de su uso constante durante más de seis semanas en una costa rocosa, nunca requirió la más pequeña reparación» y, por lo tanto, «debería formar parte del equipamiento de cualquier expedición».
Deseosos de averiguar qué había sido de los barcos y los hombres de la expedición de Franklin, la Royal Navy envió en 1848 un grupo de búsqueda, liderado por John Richardson y John Rae y equipado por un bote de Halkett proporcionado por el gobierno, para investigar el destino de la expedición perdida. El equipo fue incapaz de localizar a Franklin o a sus hombres, pero el bote de Halkett se mostró como una herramienta muy valiosa, siendo usada incluso para transportar a todo el equipo a través del río en catorce trayectos. Rae observó que, aunque la goma del bote se volvía rígida por el frío, no había dificultad en calentarla para que se ablandara cuando fuera necesario.

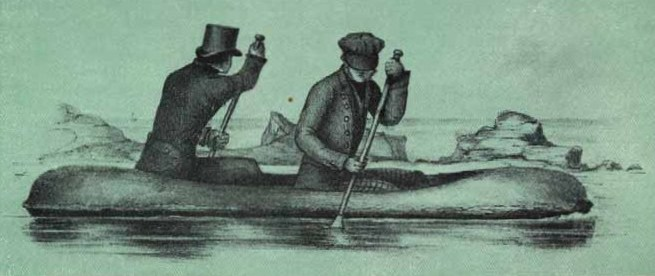
Un bote de Halkett para dos en funcionamiento.

Los botes de Halkett fueron utilizados también en la expedición del HMS Enterprise en busca de Franklin, durante la cual se usaron para pescar.
El 1851, el explorador francés Joseph René Bellot organizó otra expedición para buscar a Franklin, patrocinada por la propia esposa del desaparecido capitán, Jane Griffin. Bellot llevó otro bote de Halkett en su viaje, recogiendo en su diario que era «de inmenso valor en un país en el que la demanda de provisiones de madera hace imposible fabricar una balsa», aunque su excursión también resultó un fracaso. No se consiguieron resultados hasta 1853, cuando otra expedición liderada por Rae y equipada con «dos magníficos botes de Halkett» localizó a un grupo de esquimales que recordaban haber visto a unos hombres arrastrando un bote cuatro años antes, pista que les permitió encontrar sus cuerpos más adelante.

## Fracaso comercial
A pesar de haber sido presentados como ideales para la pesca en lago y la caza de patos, y de haber sido expuesta en la Gran Exposición de Londres de 1851, los diseños de Halkett fueron un fracaso comercial y nunca se usaron fuera del campo especializado de la exploración canadiense.
El propio Halkett, que había sido ascendido a capitán, abandonó el proyecto y murió a los 65 años. John Rae donó su bote a la expedición de la Paz de Kirkwall de 1853, permaneciendo olvidada entre las vigas de una serrería en Kirkwall. Fue identificado y recuperado muchos años después y está ahora expuesto en el Museo de Stromness, en Orkney. Se cree que es el único ejemplar sobreviviente.